# Eichstädt (Oberkrämer)
Eichstädt è una frazione del comune tedesco di Oberkrämer, nel Land del Brandeburgo.